# Presidente del Bundestag
Il presidente del Bundestag (in tedesco: Präsident des Deutschen Bundestages o Bundestagspräsident) presiede le sessioni del Bundestag, il parlamento federale della Germania, con funzioni simili a quelle di un presidente in altri paesi. Nell'ordine di precedenza tedesco, l'ufficio è al secondo posto dopo il presidente federale e prima del cancelliere federale.
L'attuale titolare della carica è Julia Klöckner, eletta durante la prima sessione del 21° Bundestag il 25 marzo 2025.

## Elezioni e caratteristiche
Il presidente del Bundestag è eletto durante la sessione costitutiva di ogni periodo elettorale successivo alle elezioni federali o in una sessione successiva o se la carica è divenuta vacante, da tutti i membri del Bundestag. Il presidente deve essere un membro del Bundestag. Fino all'elezione del presidente, la sessione è presieduta dal padre della Camera, il cosiddetto Alterspräsident. Dal 2017, questo è stato il membro più longevo del Bundestag; nel 1949-2017 era il membro più anziano del Bundestag per età.
Di solito, il presidente del Bundestag è un membro del più grande gruppo parlamentare. Questa usanza era emersa già ai tempi della Repubblica di Weimar, ma ciò non è richiesto dalla legge. Il mandato termina con il periodo elettorale e non è prevista una rimozione anticipata. Il mandato del presidente può terminare prematuramente solo se si dimette dalla carica, lascia il Bundestag o muore. Possono essere rieletti nel successivo periodo elettorale a condizione che diventino nuovamente membri del Bundestag.
Tradizionalmente, il presidente del Bundestag è eletto incontrastato. L'unica eccezione finora è stata nel 1954 dopo la morte inaspettata di Hermann Ehlers. Ernst Lemmer ha corso con il candidato "ufficiale" CDU/CSU, Eugen Gerstenmaier, e ha perso dopo tre scrutini con una differenza di 14 voti (204 per Gerstenmaier, 190 per Lemmer, 15 astenuti).

## Presidium del Bundestag
Il presidente del Bundestag ha diversi vice, i vicepresidenti del Bundestag (Vizepräsident des Deutschen Bundestages o Bundestagsvizepräsident), che sono forniti dagli altri gruppi parlamentari. Il numero dei vicepresidenti non è stato fissato nel Geschäftsordnung (regole di procedura) del Bundestag fino al 1994, quando è stato deciso che ogni gruppo parlamentare dovesse essere rappresentato da almeno un vicepresidente. Tuttavia, nessun candidato dell'AfD alla vicepresidenza è stato eletto per il 19° Bundestag. Insieme, il presidente e i vicepresidenti costituiscono il Presidium del Bundestag.
A partire da novembre 2020, gli attuali vicepresidenti del Bundestag sono:
- Hans-Peter Friedrich (CDU/CSU)
- Dagmar Ziegler (SPD)
- Wolfgang Kubicki (FDP)
- Petra Pau (Die Linke)
- Claudia Roth (Alleanza 90/I Verdi)

## Contesto legale
Il fondamento giuridico per l'ufficio è l'articolo 40 della Legge fondamentale che afferma che il Bundestag elegge un presidente e i vicepresidenti e deve darsi una regola di procedura. A causa di una decisione della Corte costituzionale federale del 1952, la Geschäftsordnung deve essere emanata nuovamente in ogni periodo elettorale, ma di solito le vecchie regole vengono rimesse in vigore senza modifiche. La Geschäftsordnung specifica i doveri del presidente del Bundestag e dei suoi vicepresidenti, nonché il loro numero.

## Doveri
Il compito più importante del presidente è presiedere le sessioni del Bundestag. Il presidente determina l'ordine dei vicepresidenti e apre e chiude i dibattiti, assicurandone lo svolgimento ordinato. In caso di gravi disagi, può escludere un membro del parlamento per un massimo di 30 giorni dalla sessione. Tutti i progetti di legge avviati dal governo federale, dal Bundestag o dal Bundesrat sono indirizzati al presidente, così come tutte le osservazioni e le petizioni dall'interno o indirizzate al Bundestag. Il presidente del Bundestag presiede anche il Consiglio degli Anziani, che gestisce gli affari interni del Bundestag. Per l'elezione di un nuovo presidente federale, il presidente del Bundestag convoca e presiede la Bundesversammlung.
Inoltre, il presidente riceve gli estratti conto dei partiti politici, controlla il finanziamento dei partiti e regola il rimborso dei costi della campagna. Il presidente ha anche potere di polizia sui locali del parlamento e sovrintende alle sue forze di polizia, può porre il veto a qualsiasi perquisizione e sequestro per proteggere l'indipendenza del parlamento, e agisce come datore di lavoro dei dipendenti pubblici del Bundestag.